# Coupe des champions masculine de volley-ball 1983-1984
Navigation
Coupe des champions 1982-1983 Coupe des champions 1984-1985
La Coupe des champions est la plus importante compétition de club, de la saison 1983-1984, en Europe.

## Phase Finale
| # | Équipe         | Pts | J | G | P | Sp | Sc | Ratio | Pp  | Pc  | Ratio |
| - | -------------- | --- | - | - | - | -- | -- | ----- | --- | --- | ----- |
| 1 | Santal Parme   | 6   | 3 | 3 | 0 | 9  | 2  | 4.5   | 154 | 115 | 1.339 |
| 2 | Mladost Zagreb | 5   | 3 | 2 | 1 | 8  | 5  | 1.6   | 163 | 142 | 1.148 |
| 3 | Dukla Liberec  | 4   | 3 | 1 | 2 | 5  | 6  | 0.833 | 128 | 118 | 1.085 |
| 4 | AS Cannes      | 3   | 3 | 0 | 3 | 0  | 9  | 0     | 65  | 135 | 0.481 |

| Date     | Match                          | Résultat | Sets  | Sets  | Sets  | Sets  | Sets  | Total Points |
| Date     | Match                          | Résultat | 1     | 2     | 3     | 4     | 5     | Total Points |
| -------- | ------------------------------ | -------- | ----- | ----- | ----- | ----- | ----- | ------------ |
| 17.02.84 | Dukla Liberec - AS Cannes      | 3 - 0    | 15-4  | 15-5  | 15-5  | -     | -     | 45-14        |
| 17.02.84 | Mladost Zagreb - Santal Parme  | 2 - 3    | 15-9  | 15-9  | 10-15 | 14-16 | 5-15  | 59-64        |
| 18.02.84 | Dukla Liberec - Mladost Zagreb | 2 - 3    | 15-3  | 15-10 | 8-15  | 2-15  | 14-16 | 54-59        |
| 18.02.84 | AS Cannes - Santal Parme       | 0 - 3    | 10-15 | 10-15 | 7-15  | -     | -     | 27-45        |
| 19.02.84 | Mladost Zagreb - AS Cannes     | 3 - 0    | 15-11 | 15-5  | 15-8  | -     | -     | 45-24        |
| 19.02.84 | Santal Parme - Dukla Liberec   | 3 - 0    | 15-11 | 15-8  | 15-10 | -     | -     | 45-29        |